# Francisco José Martínez
Francisco José Martínez Perez (Churriana de la Vega, 14 mei 1983) is een Spaans voormalig professioneel wielrenner. Hij behaalde geen professionele overwinningen.

## Grote rondes
Eindklasseringen in grote rondes, met tussen haakjes het aantal etappeoverwinningen.
| Jaar | Ronde van Italië | Ronde van Frankrijk | Ronde van Spanje |
| ---- | ---------------- | ------------------- | ---------------- |
| 2007 |                  |                     | 114e             |
| 2008 |                  |                     | 122e             |
| 2009 |                  |                     | 75e              |